# Fire Force
Fire Force (яп. 炎炎ノ消防隊, ен'ен но сьо:бо:тай, букв. «Палаюча пожежна бригада») — японська манґа, написана та проілюстрована Окубо Ацусі. Вона публікувалася у журналі Weekly Shonen Magazine видавництва Kodansha з вересня 2015 року по лютий 2022 року, а її розділи було зібрано в 34 томах формату танкобон.
Студія David Production випустила аніме-екранізацію манґи. Перший сезон транслювався з липня по грудень 2019 року на телеканалі MBS у програмному блоці Super Animeism. Другий сезон транслювався з 3 липня до 11 грудня 2020 року. У 2022 році було анонсований третій сезон який транслювався з квітня по червень 2025 року.
Станом на травень 2022 року тираж манґи Fire Force перевищив 20 мільйонів копій, що зробило її однією з найбільш продаваних серій манґи.

## Сюжет

### Світ
За 250 років до початку розповіді (тобто за 50 років до нульового року сонячної ери) людство наздогнала Велика катастрофа (яп. 大災害, дайсайгай) — велику частину світу поглинуло полум'я, багато країн було знищено, а території стали безлюдними. Ті, що вижили, знайшли притулок у Токійській імперії, що була більш-менш стабільна, хоча частина земель і була втрачена. Імператор Раффлз I встановив на її території Священну сонячну церкву і разом із корпорацією Haijima Industries збудував теплову станцію «Аматерасу», що працює на вічній термальній енергії, для забезпечення країни енергією.
У 198 році сонячної ери в Токіо спеціальні пожежні бригади, які борються зі збільшенням кількості випадків самозаймання людей, в результаті якого люди перетворюються на живих смолоскипів, які називаються «вогневиками» (яп. 焰ビト, хомурабіто). Вогневики були першим поколінням самозайманих людей, тоді як пізніші покоління мають пірокінез, зберігаючи людську форму чи набуваючи демонічну. Пожежні сили були сформовані шляхом об'єднання пірокінетиків з Храму Святого Сонця, Збройних сил Токіо та Агентства протипожежної оборони та складаються з восьми незалежних бригад.

### Історія
Кусакабе Сінра — юнак-пірокінетик третього покоління на прізвисько «Слід диявола», який має здатність довільно запалювати свої ноги. Він був підданий остракізму у дитинстві через пожежу, у якої загинули його матір і молодший брат Сьо за дванадцять років до початку історії. Він приєднується до 8 пожежної бригади, разом з іншими пірокінетиками, які присвятили себе остаточному припиненню пекельних атак, одночасно розслідуючи 1-7 бригади на предмет потенційної корупції в їхніх лавах. Сінра починає дізнаватися, що пожежа, під час якої загинула його матір, була прикриттям для захоплення Сьо (також пірокінетика), а стоять за цим «Одягнуті в біле», культ кінця світу, причетний до пекельних атак в межах Токійської імперії. 8 пожежна бригада та їхні союзники протистоять «Одягнутим у біле», дізнавшись про їхню мету зібрати вісім осіб, таких як Сінра та Сьо, щоб повторити Великий Катаклізм для стародавньої істоти, яка маніпулювала людством саме для цієї мети.

## Медіа

### Манґа
Fire Force, написана та проілюстрована Окубо Ацусі, публікувалася в журналі манґи Weekly Shonen Magazine видавництва Kodansha з 23 вересня 2015 року до 22 лютого 2022 року. В останній главі, є натяки, що Fire Force пов'язана з іншою манґою Окубо, Soul Eater. Kodansha зібрала усі розділи в тридцять чотири томи у вигляді танкобонів, випущених з 17 лютого 2016 року до 17 травня 2022 року.
У Північній Америці ліцензію на випуск манґи англійською мовою має компанія Kodansha USA, перший том було опубліковано 8 листопада 2016 року.

### Аніме
14 листопада 2018 року була анонсована аніме-адаптація, яку створювала студія David Production. Режисером серіалу виступив Ясе Юкі, сценаристом — Хайдзіма Ямато, за дизайн персонажів відповідав Моріока Хідеюкі, а композитор — Суехіро Кенітіро. Прем'єрний показ аніме пройшов з 5 липня по 27 грудня 2019 на станціях MBS та TBS як частина програмного блоку Super Animeism. Усього було показано 24 серії. Через підпал студії «Kyoto Animation» 18 липня 2019 року, який викликав широкий суспільний резонанс у Японії, показ третьої серії було відкладено на тиждень. Вона вийшла 26 липня замість 19, як планувалося. І в неї, і в наступні серії було внесено зміни, пов'язані із зображенням пожеж. Перша початкова тема аніме — «Inferno» (яп. インフェルノ, Інферуно), що виконується Mrs. Green Apple, а завершальна — «veil» Кейни Суди. Початкова тема другої частини першого сезону «MAYDAY», яку виконує Coldrain feat. Рьо з Crystal Lake з їхнього альбому The Side Effects, а завершальна — «Nōnai» (яп. 脳内, Но:най), виконана Lenny code fiction.
Другий сезон аніме був анонсований у грудні 2019, а прем'єрний показ відбувався з 4 липня до 12 грудня 2020. Режисером другого сезону став Мінамікава Тацума. До нього також увійшло 24 серії. Початкова тема першої половини — «SPARK-AGAIN», виконана Aimer, тоді як завершальна — «ID», виконана Cider Girl. У другій половині аніме їх замінили пісні «Torch of Liberty», що виконується гуртом KANA-BOON, та «Desire» групи PELICAN FANCLUB відповідно.
Третій сезон був анонсований в травні 2022 року.
Funimation отримала ліцензію на трансляцію серіалу на FunimationNow. Одночасна трансляція аніме відбувалася в Південно-Східній Азії на Aniplus Asia. 19 липня 2019 року було оголошено, що серіал з англійським дубляжем від Funimation буде транслюватися 28 липня 2019 року в програмному блоці Toonami каналу Adult Swim. Прем'єра другого сезону відбулася на Toonami 8 листопада 2020 року, на два тижні пізніше початкової запланованої дати.

### Театральна вистава
7 січня 2020 року було анонсовано театральну постановку. Вистави були заплановані з 31 липня по 2 серпня у художньому театрі Умеда в Осаці та з 7 по 9 серпня 2020 року в KT Zepp Yokohama у Канаґаві. Режисером-постановником виступає Кубота Сьо, сценаристом Нарусе Юсей, а композитором — Мійосі Масакі. Роль головного героя Кусакабе Сінри виконує Макісіма Хікару. У 2022 році друга вистава проходила з 18 по 23 січня в KT Zepp Yokohama і з 27 по 30 січня в Sankei Hall Breeze в Осаці; над нею працював той самий персонал, а Макісіма повторив свою роль Сінри. Також у 2022 році третя вистава проходила з 17 по 25 вересня в Sunshine Theatre у Токіо і з 29 вересня по 2 жовтня в Kyoto-Gekijo в Кіото; Сінру зіграв Ісікава Рьоґа.

### Гра
У травні 2022 року була анонсована оригінальна відеогра під назвою Fire Force: Enbu no Shō. Головну пісню гри «En En» виконає японський рок-гурт Mrs. Green Apple.

## Критика
Станом на січень 2018 року тираж манґи становив 1,8 мільйона копій; 7,3 мільйона примірників станом на червень 2020 року; 10 мільйонів на липень 2020 року; 12 мільйонів на жовтень 2020 року; 15 мільйонів на квітень 2021 року; 16 мільйонів на червень 2021 року; 17,5 мільйонів на лютий 2022 року; і понад 20 мільйонів копій станом на травень 2022 року.
Манґа зайняла 13 місце в опитуванні «Комікси, рекомендовані працівниками національного книжкового магазину 2017 року», проведеному онлайн-книгарнею Honya Club. Gadget Tsūshin вказали слово «Látom» (аналог слова «амінь») у своєму списку популярних слів з аніме за 2019 рік. В опитуванні TV Asahi Manga Sōsenkyo 2021, під час якого 150 000 людей проголосували за 100 найкращих серій манґи, Fire Force посіла 84 місце. У 2021 році манґа була номінована на 45-ту премію манґи Коданся у категорії «сьонен».